# چیهیرو اوتسوکا
چیهیرو اوتسوکا (انگلیسی: Chihiro Otsuka؛ زادهٔ ۱۲ مارس ۱۹۸۶) هنرپیشه اهل ژاپن است. او در فیلم‌های گودزیلا: جنگ‌های نهایی و درخشندگی بازی کرده است.